# Tribulocentrus zhenbaensis
Tribulocentrus zhenbaensis är en insektsart som beskrevs av Chou och Yuan 1982. Tribulocentrus zhenbaensis ingår i släktet Tribulocentrus och familjen hornstritar. Inga underarter finns listade i Catalogue of Life.